# Magnar Nordtun
Magnar Meling Nordtun (Stord, 28 giugno 1983) è un giocatore di calcio a 5 ed ex calciatore norvegese, portiere del Sandefjord.

## Carriera

### Calcio

#### Club
Nordtun vestì la maglia del Bremnes, prima di passare al Viking. Successivamente militò nello Ålgård per tre stagioni, prima di tornare ancora al Viking. Dal 2007 al 2010 difese i pali della porta del Randaberg, contribuendo alla promozione in Adeccoligaen del campionato 2010. Nel 2012, firmò per il Brodd.

### Calcio a 5

#### Club
Da agosto 2009, è il portiere del Nidaros.

#### Nazionale
Nordtun conta 6 presenze per la Norvegia, realizzando anche una rete.

## Palmarès

### Club

#### Competizioni nazionali
- 3. divisjon: 1

Randaberg: 2007